# Horațiu Moldovan
Pour l’article homonyme, voir Moldovan.
Horațiu Moldovan, né le 20 janvier 1998 à Cluj-Napoca en Roumanie, est un footballeur international roumain qui joue au poste de gardien de but au Real Oviedo, en prêt de l'Atlético Madrid.

## Biographie

### En club

#### Débuts modestes (2017-2020)
Né à Cluj-Napoca en Roumanie, Horațiu Moldovan est formé par l'un des clubs de la ville, le CFR Cluj. Il commence toutefois sa carrière au FC Hermannstadt, où il est prêté en 2017. Il joue son premier match en professionnel avec ce club, le 3 septembre 2017, lors d'une rencontre de championnat face au Pandurii Târgu Jiu. Il est titularisé et son équipe s'impose par trois buts à un.
Puis il est de nouveau prêté, à l'ACS Viitorul Târgu Jiu (en), avant de quitter définitivement le CFR Cluj où il n'aura fait aucune apparition pour rejoindre le Ripensia Timișoara en février 2019. Après un bref passage au Sepsi OSK il fait son retour au Ripensia Timișoara où il reste jusqu'en juin 2020 où il est libéré par le club.

#### UTA Arad (2020-2021)
Le 10 août 2020, Moldovan rejoint librement le club d'UTA Arad. Il assume un rôle de remplaçant au sein de l'équipe, n'enregistrant que quatre apparitions tout au long de la saison.

#### Rapid Bucarest (2021-2024)
Le 6 janvier 2021, Horațiu Moldovan rejoint le Rapid Bucarest, qui évolue alors en deuxième division roumaine. Il joue son premier match sous ses nouvelles couleurs le 13 août 2021, lors d'une rencontre de championnat face au SCM Gloria Buzau. Il est titularisé et les deux équipes se neutralisent (1-1 score final).
Le 21 mai 2023, il a accepté une prolongation de contrat d'un an jusqu'à l'été 2025. Le 21 décembre de la même année, le journal Gazeta Sporturilor classe Moldovan quatrième lors du vote pour le prix du footballeur roumain de l'année 2023.

#### Atlético Madrid (depuis 2024)
Le 24 janvier 2024, Moldovan est transféré à l'Atlético Madrid pour un montant de 800 000 €, le montant de sa clause libératoire. Il signe un contrat de trois ans et demi.

#### Prêt à Sassuolo (2024)
N'ayant joué aucun match officiel avec les Colchoneros, Horațiu Moldovan est prêté, avec option d'achat, à l'US Sassuolo pour un an et pour une somme de cinq cent milles euros.
Moldovan joue son premier match pour Sassuolo le 15 septembre 2024, lors d'une rencontre de championnat face au Carrarese Calcio 1908 où il est titularisé. Son équipe s'impose par deux buts à zéro ce jour-là.

### En sélection
En octobre 2021, Horațiu Moldovan est convoqué pour la première fois avec l'équipe nationale de Roumanie par le sélectionneur Mirel Rădoi. Régulièrement appelé depuis ce premier appel, Moldovan doit toutefois faire face à la concurrence, de Florin Niță notamment qui est le gardien titulaire, mais aussi de Ștefan Târnovanu et Ionuț Radu, les deux autres prétendants au poste.
Il doit attendre le 17 novembre 2022 pour honorer sa première sélection, lancé par le sélectionneur Edward Iordănescu face à la Slovénie. Moldovan est titularisé et son équipe s'incline par deux buts à un,.
Il est retenu dans la liste des 26 joueurs roumains du sélectionneur Edward Iordănescu pour participer à l'Euro 2024.

## Palmarès

### En club
Hermannstadt
- Champion de Roumanie de troisième division en 2017

 US Sassuolo
- Champion d'Italie de Serie B en 2025[16]

### Distinctions personnelles
- Élu à la 4e place du Footballeur roumain de l'année en 2023[17]